# JABBA DA FOOTBALL CLUB
JABBA DA FOOTBALL CLUB（ジャバ・ダ・フットボール・クラブ）は、日本のヒップホップグループ。所属レコード会社はソニー・ミュージックレコーズ（元オマケクラブ所属）。通称「JABBA(ジャバ)」。
グループ名の公の由来は、映画『スターウォーズ』の“銀河一のワル”、ジャバ・ザ・ハットのスケール感とメンバーのサッカー好きを踏まえながら、実際は架空の話の中で出た言葉が由来。

## メンバー
- NOLOV(ノルオブ):MC

リーダー。中肉中背なグループのフロントマンかつグループのまとめ役でJABBA のMV 監督も務める。TVK の番組" ジロッケン" で司会も行う。漫画好きを公言している。
- ROVIN（ロビン）:MC

身長は小さいが熱く、尊敬する人物として矢沢永吉・長渕剛・吉川晃司・尾崎豊を挙げている。ゲーム好き。また、2020年3月にKick a showやYoutuberアバンティーズのそらちぃ（Buddy）らとのグループB-Lovedを結成。
- JUQI(ジュキ):MC

イケメン担当。お酒好き。ジュビロ磐田のサポーター。ASHTRAYというMCネームから改名し、今に至る。
- BAOBAB MC（バオバブエムシー）:MC、DJ、トラックメイカー、ギター

ほとんどの楽曲の制作を担当し、BASI と唾奇の「愛のままに」のchop the onion やchelmico、その他女性アイドルなど他アーティストへの楽曲提供やコラボを行う。FC 東京のサポーターである。

## 来歴

### 結成
2014年にNOLOV、BAOBAB MCによって結成され、JUQI、ROVINの加入後、本格的に活動をスタートさせる。
2015年に1stアルバム『QUEST』を500枚限定で発売。同年に開催した初の自主企画イベントにはSuchmos、Ykiki Beat、YOUR ROMANCEらが出演。
2017年3月に2ndアルバム『OFF THE WALL』（TOKYO HEALTH CLUBのTSUBAME全面監修）を発表。リードトラック「STAY GOLD,LIFE GOES ON」がヒット。
同年に全国ツアーを行い初のワンマンライブを下北沢BASEMENT BARにて実施、O-NESTで実施されたアフターパーティーにはchelmicoやMGFなどが参加した。また、Spotifyが選ぶ注目新人枠“Early Noise”にRIRI、WONKらとともに選出されサマーソニックにも出演。
2018年3月、EP『FUCKING GOOD MILK SHAKE』をリリース。Tempalyの「革命前夜」をサンプリングした「月にタッチ」、R＆Bシンガー・Kick a Showをフィーチャーした「THINK RICH, LOOK GOOD feat. Kick a Show」などを収録。このEPはタワレコメンに選出されている。同年『FUJI ROCK FESTIVAL’18』に出演。10月にはタワーレコード限定ワンコインシングル「i＆i」をドロップし、札幌から福岡までを回るツアーを完遂。ファイナル公演の東京・代官山UNITではCreepy Nutsとのツーマンライブを行う。
2019年2月、EP『DON'T WORRY BE HAPPY』をリリース。サウンドプロデュースからミックス、マスタリングを担当したのは、underslowjamsのSUI。ジャケット写真のアートディレクションは安田昂弘。

### メジャー発表
2019年4月、所属レーベルだったOMAKE CLUBからの卒業とメジャー移籍を発表。
2019年6月、ソニー・ミュージックレコーズより『新世界』をリリースしメジャーデビューした。同時に各地方にメンバーが一か月間住み込みライブチケットを手売りする企画“住み込んじゃってすいませんf(^^;”をスタートさせる。
2019年9月、配信限定シングル『きみは最高』を配信。また“君の街までツアー”と称し、ジャバをイベントに出演させたい全国のオーガナイザーやアーティストからオファーを募る公募型ツアーで注目を集める。

## 音楽性・特徴
どこかこびりついた2000年代感特有のイナタさやミクスチャー感が特徴。
全員の体型が4者4様で異なっている所から、「キャラ立ち４本マイク」と称している。

## エピソード
- メジャー移籍を発表した場所に「OMAKE PARK」を選んだ理由として、ROVINは筋を通したかった[5]と語っている。
- 「FUCKING GOOD MILK SHAKE」をリリースした2018年当時は相当仲が悪く、解散の危機もあった[6]。
- chelmicoのMAMIKOはジャバのことを「ズッコケ3人組っぽい」と音楽ナタリーの取材で語っている[7]。
- JUQIとNOLOVは同じ大学[8]。

## ディスコグラフィー

### シングル
|                                          | 発売日         | タイトル   | 規格品番   | 備考>                    |
| ---------------------------------------- | -------------- | ---------- | ---------- | ------------------------ |
| OMAKE CLUB                               |                |            |            |                          |
| 1st                                      | 2018年10月24日 | i&i        | OMKCD-0015 |                          |
| MASTERSIX FOUNDATION（SonyMusicRecords） |                |            |            |                          |
| 1st                                      | 2019年6月5日   | 新世界     | SRCL-11139 | メジャーデビューシングル |
| 配信                                     | 2019年9月7日   | きみは最高 |            | 配信限定シングル         |
| 2nd                                      | 2020年3月18日  | 国道9号線  |            |                          |

### アルバム・EP
|            | 発売日        | タイトル                | 規格品番   |
| ---------- | ------------- | ----------------------- | ---------- |
| OMAKE CLUB |               |                         |            |
| 1st        | 2015年7月22日 | QUEST                   | CD_JA055   |
| 2nd        | 2017年3月15日 | OFF THE WALL            | OMKCD-0011 |
| 1stEP      | 2018年3月14日 | FUCKING GOOD MILK SHAKE | OMKCD-0014 |
| 2ndEP      | 2019年2月6日  | DON'T WORRY, BE HAPPY   | OMKCD-0017 |

## 動画

### その他
| 公開日     | タイトル                                  |
| ---------- | ----------------------------------------- |
| 2015/07/21 | 『QUEST』 trailer                         |
| 2016/02/05 | "QUEST" trailer                           |
| 2016/04/25 | JBFC LIVE SHOW CASE 2016/4/17 "SLOW DAYS" |
| 2017/04/11 | ハッピーアイスクリーム(Official Audio)    |
| 2017/07/05 | lute live：「STAY GOLD,LIFE GOES ON」     |
| 2019/02/05 | 新作予告                                  |
| 2019/04/18 | FEVER LIVE『i&i』                         |
| 2019/05/16 | 『新世界』初回盤DVD LIVE MOVIE TEASER     |
| 2019/10/07 | “きみは最高” LIVE at WEDDING PARTY        |

## 主なライブ

### 出演イベント
- 2014年09月29日 - next.tokyo
- 2015年05月05日 - Count(9)Records Opening Party "Summer Youth"
- 2016年02月06日 - BAYCAMP 201602
- 2016年04月17日 - SLOW DAYS
- 2016年04月24日 - SYNCHRONICITY'16 - After Hours -
- 2016年05月28日 - Shimokitazawa SOUND CRUISING 2016
- 2016年08月06日 - PACKaaaN!!!
- 2016年08月28日 - ナノボロフェスタ2016
- 2016年09月02日 - BAYCAMP2016 TGIF
- 2016年10月01日 - BEACH TOMATO NOODLE
- 2017年03月25日 - IMAIKE GO NOW 2017
- 2017年04月01日 - オマケのイベント
- 2017年04月08日 - SYNCHRONICITY'17
- 2017年05月10日 - Early Noise Night vol.1
- 2017年05月26日 - R-Festa Next
- 2017年05月27日 - Shimokitazawa SOUND CRUISING 2017
- 2017年07月15日 - GFB'17
- 2017年08月19日 - SUMMER SONIC 2017
- 2017年09月09日 - BAYCAMP 2017
- 2017年09月24日 - HMV×MAGiC BOYZ pre.『カニへ西へ』Vol.3
- 2017年10月21日 - ボロフェスタ2017
- 2017年10月25日 - Real Good Time Together 2017～FAITH NO MOROMI STAGE～
- 2017年11月17日 - R-Festa NEXT vol.2
- 2018年03月21日 - ONKYOU -音共- 2018
- 2018年05月21日 - next.tube
- 2018年05月26日 - Shimokitazawa SOUND CRUISING 2018
- 2018年06月17日 - YATSUI FESTIVAL! 2018
- 2018年07月28日 - FUJI ROCK FESTIVAL'18
- 2018年08月10日 - 「KARATE」ROUND"1"
- 2018年08月26日 - OTODAMA SEA STUDIO 2018「MIURA BEACH CULTURE 2018」
- 2018年09月17日 - ドミコ ツーマン・ツアー "ベッドルーム・シェイク・ツアー"
- 2018年10月07日 - MINAMI WHEEL 2018
- 2019年02月02日 - BAYCAMP 201902
- 2019年02月03日 - YACHT 1st Anniversary "CUP"
- 2019年04月06日 - OMAKE PARK
- 2019年05月03日 - FM802 HOLIDAY SPECIAL JIM BEAM PRESENTS FUNKY MARKET SPECIAL
- 2019年09月02日 - 「FROM MANSION vol.3」
- 2019年09月15日 - BAYCAMP 2019
- 2019年10月06日 - lyrical school Tour2019 "BE KIND REWIND" SERIES
- 2019年11月09日 - 愛はズボーン presents 「アメ村天国2019」
- 2019年11月22日 - 離島
- 2019年11月29日 - FILTER presents Our Breathing Release 7都市TOUR 2019

## 出演

### ラジオ番組
現在
- まんてんサンデーズ（FMヨコハマ 毎週日曜 10:00 - 10:50 / 11:00 - 11:48、2021年4月4日 - ）

過去
- JABBA DA FOOTBALL CLUBのくせに（ABEMA RADIO 毎週火曜22:00 - 22:25、2018年10月2日 - 2020年4月28日)[9]